# Przemysław Nehring
Przemysław Nehring (ur. 22 grudnia 1967) – polski filolog klasyczny. Zajmował się hagiografią starożytną, IV i V wieczną literaturą monastyczną oraz antyczną retoryką i późno antyczną historiografią łacińską. Publikował między innymi w "Augustinianum", "Eos", "Meandrze", "Vox Patrum". Tłumacz z języka łacińskiego i angielskiego.

## Kariera naukowa
W latach 1986–1991 studiował filologię klasyczną na Uniwersytecie Mikołaja Kopernika w Toruniu. W 1991 uzyskał magisterium  na podstawie pracy Żywot św. Antoniego, św. Atanazego i Żywot św. Pawła św. Hieronima a tradycyjna biografia antyczna. W 1998 obronił pracę doktorską Topika wczesnej łacińskiej hagiografii pod kierunkiem prof. dra hab. Mariana Szarmacha. Habilitował się w 2006 na podstawie rozprawy Dlaczego dziewictwo jest lepsze niż małżeństwo? Spór o ideał w chrześcijaństwie zachodnim końca IV wieku w relacji Ambrożego, Hieronima i Augustyna. W 1997 był stypendystą Fundacji na Rzecz Nauki Polskiej. Związany z Wydziałem Filologicznym Uniwersytetu Mikołaja Kopernika. W 2019 otrzymał tytuł naukowy profesora nauk humanistycznych.
W kadencji 2020-2024 pełnił funkcję prorektora ds. kształcenia.

## Wybrane publikacje
- Topika wczesnych łacińskich żywotów świętych. (Od Vita Antonii do Vita Augustini), Wydawnictwo UMK, Toruń 1999.

- "Exordium" w łacińskich żywotach świętych z IV i V wieku, Wydawnictwo UMK, Toruń 1999.

- Św. Augustyn: Pisma Monastyczne. P. Nehring (wstęp i oprac.), P. Nehring, M. Starowieyski, R. Szaszka (przekład). Kraków: Tyniec. Wydawnictwo Benedyktynów, 2002, s. 522, seria: Źródła monastyczne 27. ISBN 978-83-7354-221-1.
- Dlaczego dziewictwo jest lepsze niż małżeństwo? Spór o ideał w chrześcijaństwie zachodnim końca IV wieku w relacji Ambrożego, Hieronima i Augustyna, Wydawnictwo UMK, Toruń 2005.